# Etiuda op. 10 nr 12 (Chopin)

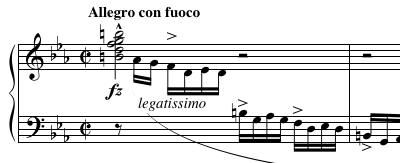
Początek Etiudy

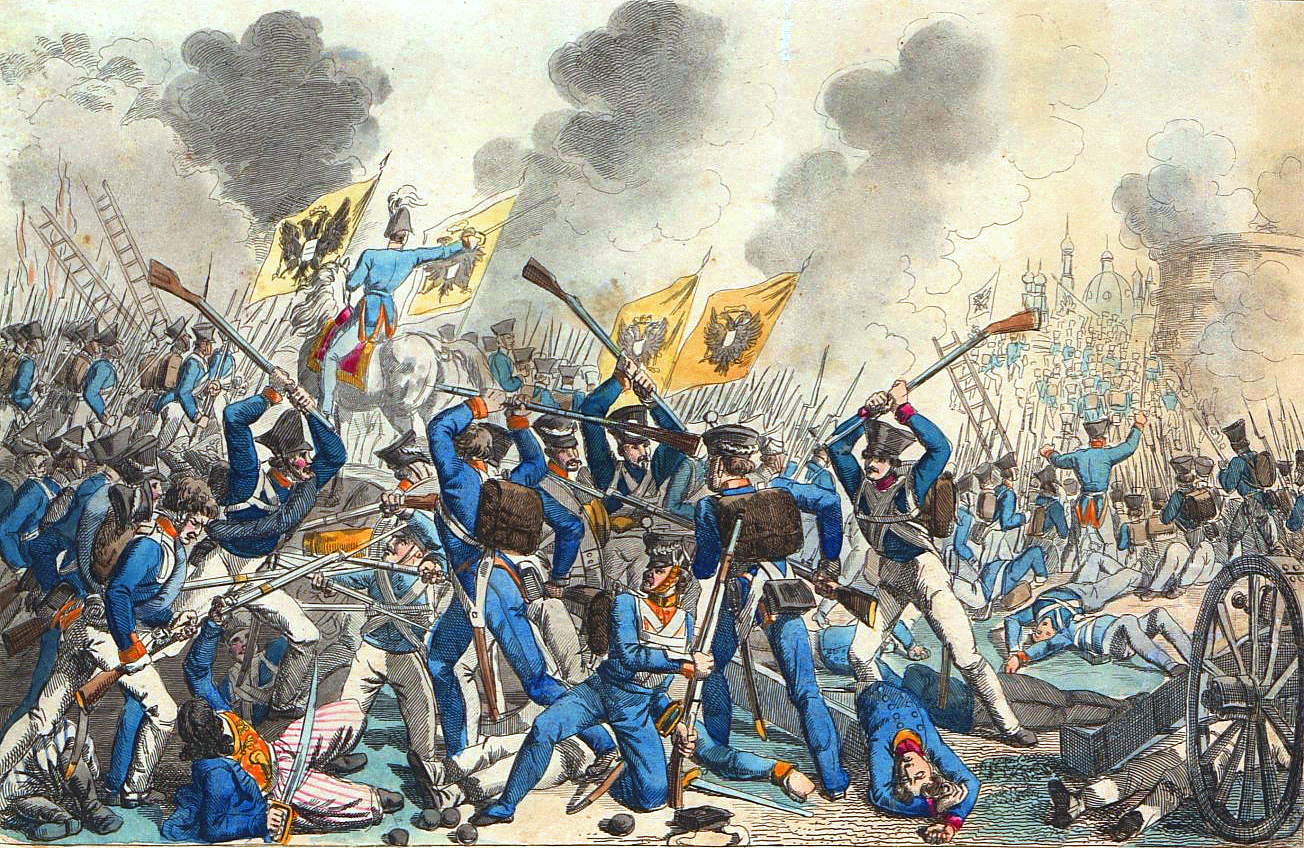
Szturm Warszawy przez wojska rosyjskie we wrześniu 1831

Etiuda c-moll op. 10 nr 12, nazywana Rewolucyjną –
etiuda skomponowana przez Fryderyka Chopina w 1831 roku. Jest zadedykowana „à son ami Franz Liszt” (dla przyjaciela Chopina, Franza Liszta). Wedle tradycji dzieło powstało, gdy kompozytor dowiedział się o upadku powstania listopadowego – zajęciu Warszawy przez Rosjan.
Dzieło, które wymaga od wykonawcy bardzo dużych umiejętności technicznych, jest jednym z najbardziej znanych utworów Chopina.

## Historia
Etiuda powstała niedługo po upadku powstania listopadowego w 1831. Chopin nie był w stanie brać w nim udziału (wyjechał do Paryża), więc wyładowywał swą frustrację w swoich dziełach. Po wydarzeniach 1831 roku żalił się:

To wszystko wywołało we mnie wiele bólu. Kto mógł to przewidzieć!

Chopin prawdopodobnie pracował wówczas również nad Preludium d-moll op. 28 nr 24.